# Verteuil-sur-Charente
Verteuil-sur-Charente è un comune francese di 677 abitanti situato nel dipartimento della Charente, nella regione della Nuova Aquitania.

## Società

### Evoluzione demografica
Abitanti censiti